# 横浜英国領事裁判所
横浜英国領事裁判所（よこはまえいこくりょうじさいばんしょ, British Court for Japan）は、領事裁判権に基づき1879年に横浜に設立された、日本在住の大英帝国臣民の裁判を行う裁判所。日本各地の英国領事館が担当した領事裁判の上級裁判所としても機能した。さらに上訴する場合には、上海の英国高等領事裁判所が担当した。

## 背景
1858年の日英修好通商条約によって、英国は日本国内における領事裁判権を得た。各居留地の領事館が初審を担当し、上告は1865年までは香港の英国最高領事裁判所（Supreme Court of Hong Kong）が、それ以降は上海の英国高等領事裁判所が担当した。上海の高等領事裁判所の判事は、日本での巡回裁判を行う権利を有していた。

## 横浜英国領事裁判所の設立
1871年、ニコラス・ハンネンを判事補代理として上海より派遣し、横浜に上海の高等裁判所の支部が設立された。1872年にはこの制度は変更された。上海から派遣される判事は横浜に滞在したが、その身分は神奈川領事館の判事としてであった。1877と1878年には、判事代理であったハイラム・ショウ・ウィルキンソンが、医療用アヘンの輸入を適法であると判断したことをきっかけに、
日本政府がこの制度の正当性に対して挑戦してきた。このため、英国政府は横浜に正式な領事裁判所を設立することとした。
1879年1月1日、横浜英国領事裁判所が設立された。裁判所は神奈川領事館の訴訟を担当する一次裁判所としての他、他の領事館が担当した領事裁判の2次裁判所としての役割もになった。横浜領事裁判所からの控訴は上海の高等領事裁判所が担当した。

## 建物
裁判所自身は、横浜の領事館に併設された。1923年の関東大震災で、この建物は破壊されてしまった。領事館が存在する他の都市における巡回領事裁判も、概ねは英国領事館において開催されたが、非常に重要な裁判や公衆の注目を浴びるような裁判は、他の建物を利用して開廷されることもあった。

## 治外法権の廃止
1894年に日英通商航海条約が調印され、1899年7月をもって、日本における英国の治外法権が消滅することとなった。ただし、1899年7月以前の訴訟は引き続き横浜領事裁判所で審理が行われたため、1900年初頭までは裁判所として機能していた。

## 担当裁判の例
横浜領事裁判所は、日本国内において英国の法律が適用される全ての裁判を担当したが、これには陪審員制度による殺人の裁判、離婚、民事訴訟やこそ泥までが含まれていた。著名な裁判としては以下があげられる：
- ノルマントン号事件：ノルマントン号が沈没した際に、船長のドレークが日本人乗客30人を見殺しにしたと訴えられた。

- 千島艦事件：大日本帝国海軍の水雷砲艦千島が英国商船と衝突・沈没した事件。

- イーデス・カルー事件：1897年にイーデス・カルーがヒ素を使って夫を毒殺した事件[6]。

## 判事
1879年から1900年かけて、4人のフルタイムの判事が勤務した。1871年から1878年にかけては、2人の判事が横浜に駐在していた：
- 上海英国高等領事裁判所からの派遣
  - ニコラス・ハンネン：1871年-1874年。判事補代理
  - チャールズ・グッドウィン（Charles Wycliffe Goodwin）：1874年-1877年。判事補
- 横浜英国領事裁判所判事
  - リチャード・レニー（Richard Temple Rennie）：1879年-1881年。高等領事裁判所上席判事に転任
  - ニコラス・ハンネン： 1881年-1891年。高等領事裁判所上席判事に転任
  - ロバート・モワット（Robert Anderson Mowat）：1891年-1897年。高等領事裁判所次席判事から転任
  - ハイラム・ショウ・ウィルキンソン：1897年-1900年。高等領事裁判所上席判事に転任

正規の判事が不在や何らかの理由で裁判に参加できなかった場合は、領事館の職員が代理判事を務めることもあった。